# Jean-Luc Tricoire
Pour les articles homonymes, voir Jean Tricoire et Tricoire.
Jean-Luc Tricoire, né le 23 mars 1953 à Châlons-sur-Marne et mort le 23 juin 2010 à Reims, est un tireur français (Tir Sportif) spécialiste de la cible mobile, discipline anciennement appelée sanglier courant. Il est le meilleur tireur Français et également l'un des meilleurs mondiaux de cette discipline durant les années 1980 et 1990.

## Palmarès

### Jeux Olympiques
- Jeux olympiques d'été de 1984 à Los Angeles
- Jeux olympiques d'été de 1988 à Séoul
- Jeux olympiques d'été de 1992 à Barcelone

### Championnats du monde de tir
- Championnat du monde de tir de 1983 :
  -  Médaille d'or au sanglier courant
- Championnat du monde de tir de 1987  (Budapest, Hongrie):
  -  Médaille d'or au sanglier courant
- Championnat du monde de tir de 1991 :
  -  Médaille de bronze à la cible mobile mixte

### Coupes du monde de tir
- Coupe du monde de 1987
  -  Médaille d'argent au sanglier courant

### Championnats d'Europe de tir
- Championnats d'Europe de tir de 1988 :
  -  Médaille d'or au sanglier courant

### Championnat de France de tir
- Champion de France à la cible mobile mixte à onze reprises, en date de 1994

### Records personnels
- Recordman de France à la cible mobile mixte en 1994 avec 378 pts